# Erillos
Erillos (altgriechisch Ἔρυλλος) war ein griechischer Maler, der in der zweiten Hälfte des 5. Jahrhunderts v. Chr. tätig war.
Er wird bei Plinius neben Aglaophon, Kephisodoros und Euenor als einer der Maler genannt, die in der 90. Olympiade (420–417 v. Chr.) wirkten. Er zählte zu den guten, aber nicht erstklassigen Malern, sodass bereits zu Plinius’ Zeit nur noch wenig von ihm bekannt war. Möglicherweise ist er mit einem an anderer Stelle erwähnten Bildhauer zu identifizieren, dessen Name nur verderbt überliefert ist und für gewöhnlich Perellus gelesen wird.